# Järbo landskommun, Gästrikland
För landskommunen med detta namn i Dalsland, se Järbo landskommun, Dalsland.
Järbo landskommun var en tidigare kommun i Gävleborgs län. Centralort var Järbo och kommunkod 1952-1970 var 2102.

## Administrativ historik
Järbo landskommun inrättades den 1 januari 1863 i Järbo socken i Gästrikland  när 1862 års kommunalförordningar trädde i kraft.
Den 1 januari 1947 (enligt beslut den 1 juni 1945) överfördes till Järbo landskommun och församling från Ockelbo landskommun och församling den obebodda fastigheten Lenåsen 1:2 omfattande en areal av 0,02 km², varav allt land.
Kommunen påverkades inte av kommunreformen 1952 och förblev oförändrad fram till den 1 januari 1971 då den kom att bli en del av den nya Sandvikens kommun.

### Kyrklig tillhörighet
I kyrkligt hänseende tillhörde kommunen Järbo församling.

## Kommunvapnet
Blasonering: I blått fält ett kors med tre tvärarmar, den mellersta med två uppåtriktade, utåtböjda och över korset nående spetsar, allt av silver.
Detta vapen fastställdes av Kungl. Maj:t den 28 november 1966. Se artikeln om Sandvikens kommunvapen för mer information.

## Geografi
Järbo landskommun omfattade den 1 januari 1952 en areal av 144,42 km², varav 141,12 km² land. Efter nymätningar och arealberäkningar färdiga den 1 januari 1958 omfattade landskommunen den 1 januari 1961 en areal av 144,62 km², varav 140,61 km² land.

### Tätorter i kommunen 1960
I Järbo landskommun fanns tätorten Järbo, som hade 1 604 invånare den 1 november 1960. Tätortsgraden i kommunen var då 57,8 procent.

## Politik

### Mandatfördelning i valen 1938-1966
|  | 14 | 6 | 2 | 2 |

| 24 |

| 2 | 12 | 8 |  | 2 |

| 23 |

| 3 | 10 | 8 | 3 |  |

| 22 |

|  | 12 | 7 | 4 |  |

| 21 | 4 |

| 9 | 4 | 5 | 4 | 3 |

| 22 |

| 10 | 6 | 5 | 2 | 2 |

| 22 |

| 11 | 3 | 7 | 2 | 2 |

| 21 | 4 |

| 10 | 2 | 7 | 3 | 1 | 1 |

| 19 | 5 |

### Fotnoter
1. 1 2   ( PDF) Folkräkningen den 31 december 1950, I, Areal och folkmängd inom särskilda förvaltningsområden m.m., Tätorter. Stockholm: Statistiska centralbyrån. 1952. sid. 104 & 106. Arkiverad från originalet den 1 oktober 2014. https://www.webcitation.org/6T09ZkyrB?url=http://www.scb.se/Grupp/Hitta_statistik/Historisk_statistik/_Dokument/SOS/Folkrakningen_1950_1.pdf. Läst 18 november 2017 Arkiverad 29 oktober 2013 hämtat från the Wayback Machine.
2. ↑  Per Andersson: Sveriges kommunindelning 1863-1993, Draking, Mjölby 1993, ISBN 91-87784-05-X, s. 87
3. ↑  Svenska Heraldiska Föreningens vapendatabas
4. ↑   ( PDF) Folkräkningen den 1 november 1960, I, Folkmängd inom kommuner och församlingar efter kön, ålder, civilstånd m.m.. Stockholm: Statistiska centralbyrån. 1961. sid. 53 & 203. Arkiverad från originalet den 15 juli 2015. https://www.webcitation.org/6a1zkRbkC?url=http://www.scb.se/Grupp/Hitta_statistik/Historisk_statistik/_Dokument/SOS/Folkrakningen_1960_01.pdf. Läst 16 november 2017 Arkiverad 14 oktober 2013 hämtat från the Wayback Machine.
5. ↑   ( PDF) Folkräkningen den 1 november 1960, II, Folkmängd inom tätorter efter kön, ålder och civilstånd.. Stockholm: Statistiska centralbyrån. 1961. sid. 26. Arkiverad från originalet den 29 juni 2015. https://www.webcitation.org/6ZeEB9Ija?url=http://www.scb.se/Grupp/Hitta_statistik/Historisk_statistik/_Dokument/SOS/Folkrakningen_1960_02.pdf. Läst 16 november 2017 Arkiverad 24 september 2015 hämtat från the Wayback Machine.